# Kirchham (Germania)
Kirchham è un comune tedesco di 2 077 abitanti, situato nel land della Baviera.